# Trappola ionica
Una trappola ionica è un dispositivo in grado di catturare ioni con l'ausilio di campi elettrici e magnetici. Le trappole ioniche sono principalmente utilizzate come analizzatori per spettrometri di massa e in esperimenti di fisica atomica, dove lo stato quantistico degli ioni viene controllato con campi esterni. 

## Descrizione
I tipi più comuni di trappola ionica sono la trappola di Penning e la trappola di Paul (o trappola ionica quadrupolare). Le trappole ioniche di Paul sono le più utilizzate per esperimenti di fisica atomica, grazie a questi dispositivi è stato possibile creare l'orologio atomico più accurato del mondo. Questo tipo di esperimenti potrebbe portare eventualmente alla costruzione di un computer quantistico basato su trappole ioniche.
Uno spettrometro di massa può contenere una trappola di Penning, una trappola di Paul o una trappola di Kingdon. Dal momento che gli ioni rimangono "intrappolati" nell'analizzatore, questo si può usare anche come sorgente nella spettrometria di massa tandem.
In un cannone elettronico (dispositivo che emette elettroni ad alta velocità, come quello nei CRT), una trappola ionica può essere utilizzata in corrispondenza del catodo per evitare che si degradi a seguito dell'accelerazione degli ioni positivi in senso opposto, dovuta al campo elettrico che respinge gli elettroni dal catodo.

## Tipologie di trappola
Secondo il teorema di Earnshaw non è possibile intrappolare una carica elettrica per mezzo di soli campi elettrostatici. Per questo motivo i vari tipi di trappola ionica utilizzano campi elettrici continui (DC), alternati (AC) e campi magnetici.
Tipi di trappole ioniche sono:
- Trappola ionica quadrupolare o trappola ionica di Paul, la più conosciuta;
- Trappola ionica di Penning, come la risonanza ionica ciclotronica a trasformata di Fourier;
- Trappola ionica di Kingdon, come l'orbitrap.